# Moissonneur (papillon)
Feniseca tarquinius
Genre
Espèce
Le Moissonneur  (Feniseca tarquinius) est une espèce nord-américaine de lépidoptères (papillons) de la famille des Lycaenidae et de la sous-famille des Miletinae. Elle est l'unique représentante du genre monotypique Feniseca. Sa chenille est carnivore et se nourrit de pucerons.

## Noms vernaculaires
Feniseca tarquinius est appelée Moissonneur en français et Harvester en anglais.

## Description

### Papillon
L'imago de Feniseca tarquinius est un petit papillon d'une envergure de 30 à 32 mm. Le dessus des ailes a un fond orangé, avec une bordure et des taches brunes.
Le revers des ailes est brun-roux à reflets violets, orné de taches cerclées de blanc.

### Chenille
La chenille a un corps gris verdâtre, orné de lignes vert olive et recouvert d'une fine pubescence blanche.

## Biologie

### Alimentation
Feniseca tarquinius est la seule espèce de papillons de jour d'Amérique du Nord dont les chenilles sont carnivores.
Celles-ci résident principalement sur les aulnes, parmi les colonies de pucerons lanigères (Eriosoma lanigerum) qui constituent leur unique source de nourriture.

### Phénologie
Dans le nord de son aire, Feniseca tarquinius produit une ou deux générations par an, les périodes de vol étant mai-juin et juillet-août dans le second cas. Plus au sud, trois générations se succèdent de février à septembre.

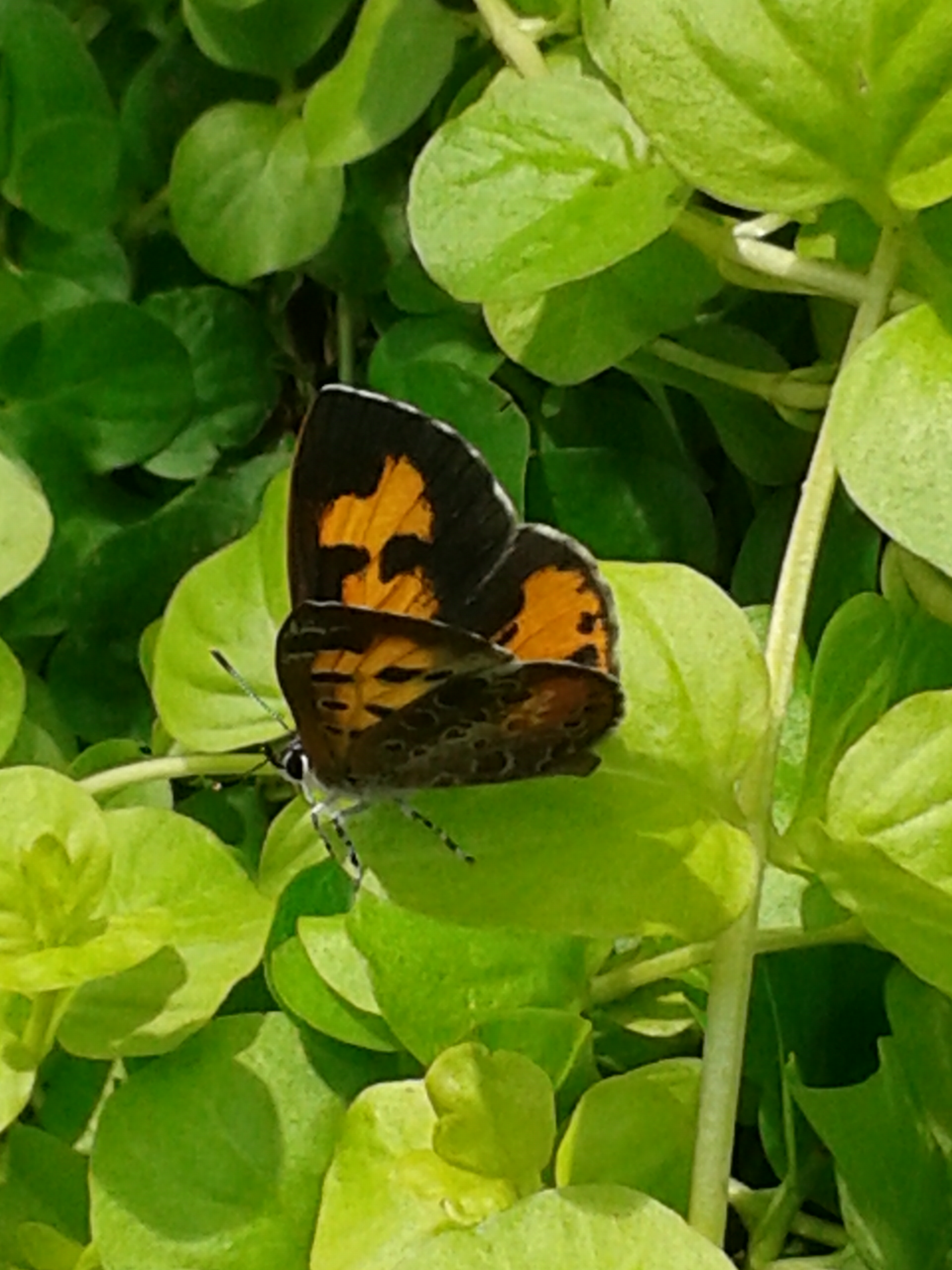
Un moissonneur au Jardin botanique de Montréal.

## Distribution et habitat
Le Moissonneur est répandu dans l'Est de l'Amérique du Nord : dans le Sud-Est du Canada (du Manitoba à la Nouvelle-Écosse) et dans la moitié est des États-Unis (à l'est d'une ligne reliant le Texas au Dakota du Nord).
Il réside dans les zones humides où poussent les aulnes.

## Systématique
L'espèce actuellement appelée Feniseca tarquinius a été décrite par l'entomologiste danois Johan Christian Fabricius en 1793, sous le nom initial d’Hesperia tarquinius.
Classée dans la famille des Lycaenidae, la sous-famille des Miletinae et la tribu des Spalgini, elle est l'unique espèce du genre monotypique Feniseca, décrit en 1869 par l'entomologiste américain Augustus Radcliffe Grote.
Certains auteurs reconnaissent l'existence d'une sous-espèce particulière en Nouvelle-Écosse : Feniseca tarquinius novascotiae McDunnough, 1935,, que d'autres considèrent comme une simple forme individuelle.

## Nom de rue
Une rue de la ville de Sherbrooke au Québec a été baptisée « rue du Moissonneur » en 2007 en l'honneur de ce papillon.